# العالم مسطح (كتاب)
العالم مسطح : تاريخ موجز للقرن الحادي والعشرون' (بالإنجليزية: The World Is Flat)‏ كتاب تأليف الكاتب الصحفي الأمريكي توماس فريدمان. قدمه في عام 2005 ويتناول الكتاب موضوع العولمة، وهو لا يقصد بسطحية الأرض ولا الأرض كطبيعة جغرافية بل عالم بدون حواجز وبدون حدود وذلك بتأثير العولمة على كل الشعوب في العالم.

## وصلات خارجية
- العالم مسطح على موقع الموسوعة البريطانية (الإنجليزية)